# Bernhard Stehlmann

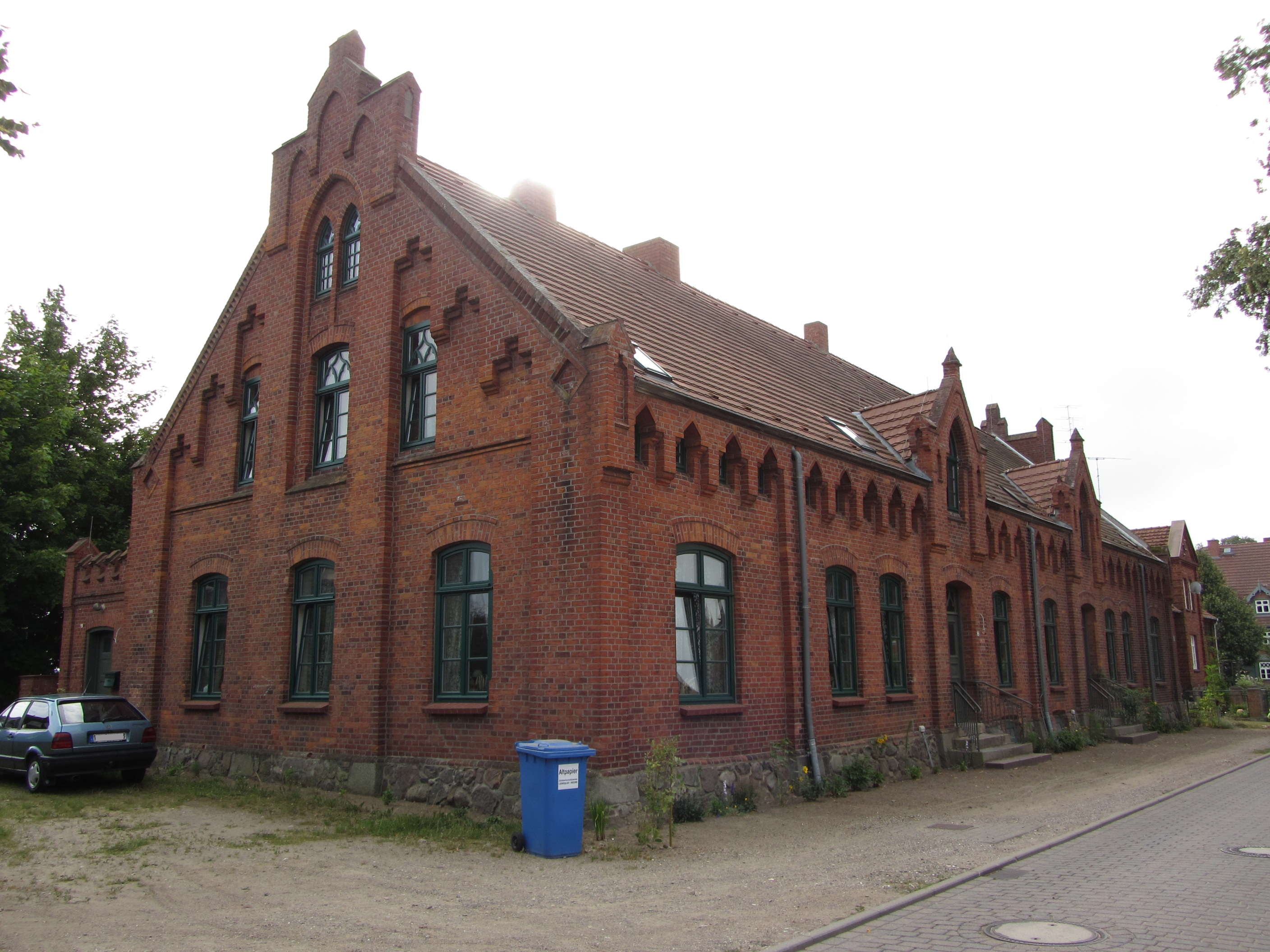
Altes Postamt in Dobbertin (2013)

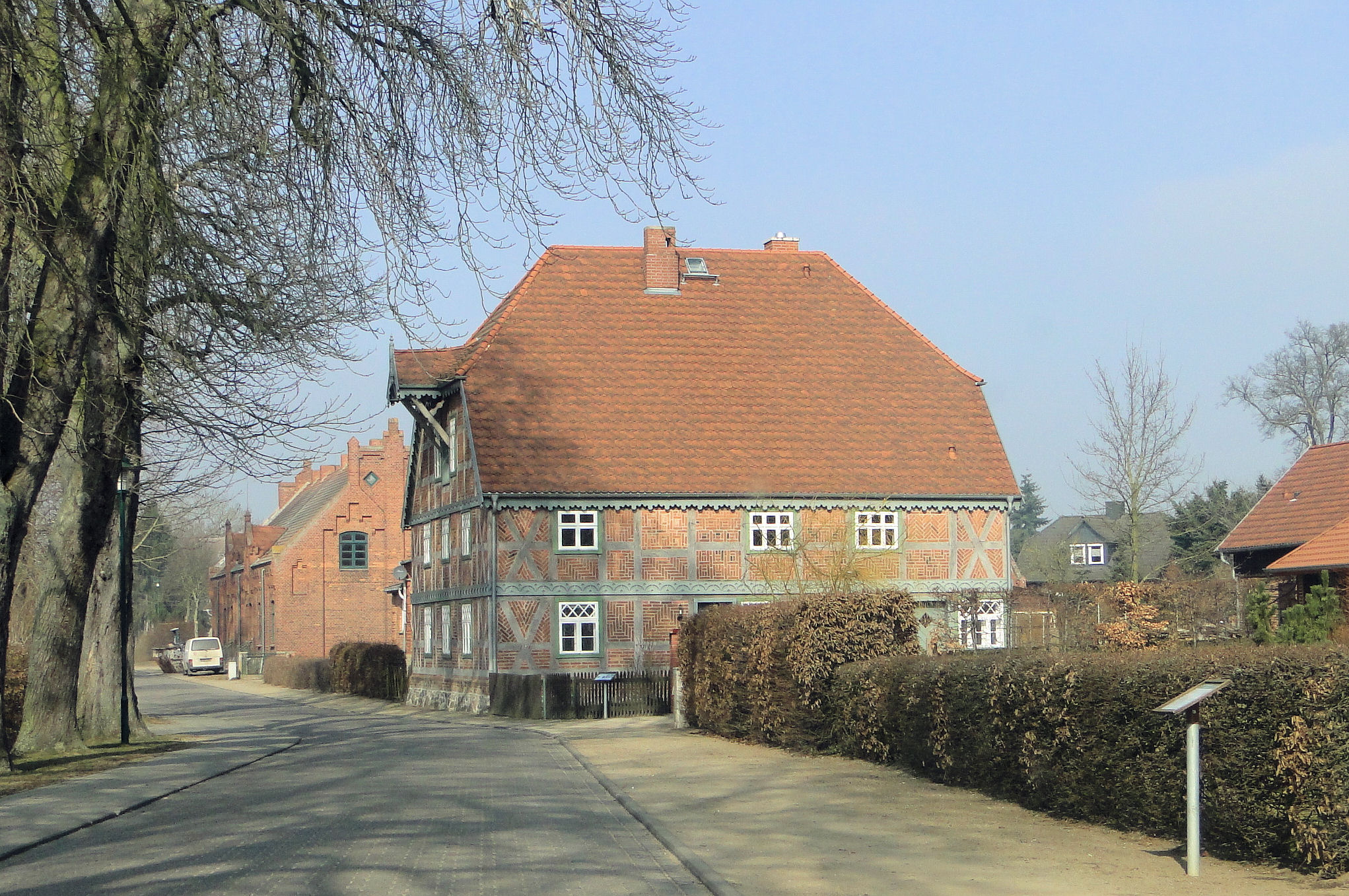
Samenhaus des Klosterforstamtes, dahinter Altes Postamt (2013)

Bernhard Heinrich Stehlmann (* 2. Mai 1854 in Diemitz; † 17. Juni 1939 in Dobbertin) war ein deutscher Postsekretär, Heimatforscher und Komponist.

## Leben
Bernhard Stehlmann wurde am 2. Mai 1854 in Diemitz geboren. Sein Vater Joachim Stehlmann war im Klosterdorf Diemitz in der Hinteren Sandpropstei 43 Jahre Schullehrer, seine Mutter Caroline, eine geb. Bünger. Nachdem 1897 der pensionierte Schullehrer verstorben war, erhielt die Schullehrerwitwe vom Klosteramt Dobbertin eine angemessene Pension.
Über Bernhards Stehlmanns Jugendzeit ist wenig bekannt. Nach seiner Schulzeit war er vier Jahre im Lehrfach tätig.
Bernhard Stehlmann heiratet am 25. April 1884 in Röbel/Müritz Hedwig Sophie Henriette Pintz, die Tochter des inzwischen verstorbenen Stadtkassenbewahrers Pintz zu Röbel. Die Familie Stehlmann hatte vier Kinder, die alle in Dobbertin geboren wurden und nach guter Ausbildung leitende Positionen innehatten.
- Anna (Anni) Philippine Henny Sophia Wilhelmine (* 27. Mai 1885), Dipl. Handelslehrerin und stellv. Direktorin der Berufs- und Handelsschule in Berlin-Schöneberg.
- Margarethe Johanna Emilie Caroline Helene (* 1. Mai 1886), starb mit 36 Jahren als Postbeamtin in Lübz.
- Hans Gustav Heinrich Willy August (* 17. November 1887), Studienrat am Lehrerseminar in Neukloster.
- Walter Carl Johann Bernhard (* 6. Januar 1895), Dipl. Kaufmann in Berlin.

Von 1919 bis 1923 wohnten die Stehlmanns in Goldberg. Über seinen Lebensweg finden sich bisher nur Informationen aus seinen persönlichen Aufzeichnungen, die er als Nachlass der Landesbibliothek in Schwerin übergab.
Stehlmanns Frau Hedwig starb am 19. September 1936 nach einem Schlaganfall in Dobbertin. Bernhard Stehlmann starb am 17. Juni 1939 und wurde auf dem Klosterfriedhof Dobbertin bestattet.

### Postsekretär
Stehlmann trat am 22. Mai 1875 als Postgehilfe in den Postdienst ein.
Im Juni 1879 wurde er Postassistent und am 1. Oktober 1882 staatsmäßig beim Postamt in Kleinen, dem heutigen Bad Kleinen, als Postverwalter angestellt.
Vom 1. März 1884 an wurde Stehlmann die Verwaltung des Postamtes in Dobbertin übertragen. Der vorherige Postmeister Carl Johann Wiese war danach als Notar in der Klosterverwaltung tätig.
Das Postamt nannte man  Muster-Postämtchen, da es ab 1885 als Postamt III. Klasse eingestuft wurde. 1852 ließ der damalige Klosterhauptmann Carl Peter Baron von Le Fort durch den Wismarer Privatbaumeister Heinrich Thormann das heutige Alte Postamt, ein dekorativ verziertes eingeschossiges Backsteingebäude mit Postmeisterwohnung nebst Postlokal errichten. Thormann war danach von 1854 bis 1857 noch für die innere Restauration der Dobbertiner Klosterkirche verantwortlich. Da im benachbarten Goldberg keine Telegraphen-Station existierte und Dobbertin von einer Telegraphenverbindung sehr abgeschnitten war, ließ 1872 der damalige Klosterhauptmann Graf von Bernstorff nach finanzieller Absprache mit der Hamburger Telegraphen-Direktion die neue Telegraphenlinie von Güstrow einfach über das Dobbertiner Postgebäude leiten. Der Dienst wurde ja vom dortigen Postbeamten versehen.
Stehlmann leitete 36 Jahre gewissenhaft das Dobbertiner Postamt. In seinen Dienstjahren hatte er ein bis drei Postgehilfen, zwei Postboten, einen Landbriefträger und ab 1902 den Post-Schaffner Johann Wüstenberg. Das Dobbertiner Klosteramt ließ 1897 eine Wohnung mit Garten für den verheirateten Dobbertiner Briefträger Wilhelm Boldt bauen. Nach Verhandlungen mit Kaiserlichen Oberpostdirektion in Schwerin ließ das Klosteramt 1899 noch ein Wohnhaus für vier kaiserliche Landbriefträger bauen.
Von 1904 bis 1906 hatte Stehlmann auch engen Kontakt zum Apotheker Otto Held, der in Dobbertin die Filial-Apotheke leitete und Ornithologe war. Sie führten gemeinsame Exkursionen im Dobbertiner Umland durch, denn Dobbertin hat eine sehr interessante Umgebung mit Seen, Wiesen und Wäldern.
Im Dobbertiner Postamt wirkte Stehlmann bis zu seinem Ruhestand am 1. Mai 1919. Ältere Dobbertiner, die ihn noch kennen gelernt hatten, wie der Tischlermeister Roloff, sprachen über ihn Hei wier ein ganz akkuraten Menschen.

### Heimatforscher und Komponist
Bernhard Stehlmann war während seines Postdienstes nicht nur ein akkurater Beamter, sondern auch ein rühriger Heimatforscher, Naturschützer und Komponist. Von ihm stammen viele botanische und ornithologische Beobachtungen. Ab 1887 war er Mitglied des Vereins der Naturgeschichte in Mecklenburg, trat aber in den Inflationsjahren wieder aus, weil ich alle entbehrbaren Kosten scheuen mußte.
Stehlmann widmete sich besonders der Vogelwelt. So sind von ihm auch die ersten Daten über die Einwanderung des Sprossers, er ist der nächste Verwandte der Nachtigall und singt ihr täuschend ähnlich, in Mecklenburg überliefert.
Den Vogelflug von insgesamt 48 Arten dokumentierte er von 1904 bis 1934 in seinen naturwissenschaftlichen Forschungen.
Er beschrieb 53 Arten von Muscheln und Schnecken allein aus der Dobbertiner Umgebung und der Schwinzer Heide und lieferte Beiträge zu Lurchen und Schlangen. Zu ur- und frühgeschichtlichen Dingen arbeitete Stehlmann auch mit dem berühmtesten mecklenburgischen Geologen Professor Eugen Geinitz zusammen, der schon 1879 in der Schwinzer Hellberg-Tongrube nahe der ehemaligen Klosterziegelei bei Schwinz forschte. Seine Liste der Pflanzenfunde ist auch für heutige Floristen sehr aufschlussreich. Sie enthält seltene vom Aussterben bedrohte Arten, darunter Moosglöckchen und Kriechendes Netzblatt. Von Arten wie dem Kleinblütigen Franzosenkraut und der Zypressen-Wolfsmilch ist der Verlauf ihrer Einwanderung dokumentiert.
Bernd Stehlmann hatte nebenbei noch Bienen und war ein sehr eifriger Imker, der auch in Fachzeitschriften über die Imkerei schrieb.
Noch zu Lebzeiten übereignete Stehlmann am 16. April 1934 im Alter von 80 Jahren der  Landesbibliothek in Schwerin zwei handgeschriebene Bücher mit dem Titel Naturkundliche Feststellungen für Dobbertin und Umgebung sein gesamtes Wissen der Nachwelt. Seine darin vermerkten so wichtigen ornithologischen und floristischen Beobachtungen wurden leider bisher nicht veröffentlicht. Als Vorwort schrieb er: Die beifolgenden von mir geschriebenen Bücher möchte ich der Landesbibliothek übergeben in der Annahme, daß bei der vielen Zeit, die ich an die Feststellungen wandte, vielleicht doch mehr Wert in ihnen stecke, als ich es übersehen kann, und in der Erwägung, daß es vielleicht doch schade darum wäre, wenn nach meinem naturgemäß nicht mehr fern liegenden Tode die beiden Bücher der Vernichtung verfallen würden...Zunächst möchte ich mich durch die Sicherstellung dieser Bücher entlasten ...
Bernhard Stehlmann schien auch sehr musikalisch gewesen zu sein, denn er war ein begnadeter Klavierspieler und Komponist. Man riet ihm sogar, dem Komponistenverband beizutreten.
In seinem Nachlass befinden sich neben diversen Gedichten und Originaltexten auch seine Noten. Er komponierte auch das heute noch gesungene Müritz-Lied. Und bei den Dobbertiner Klosterdamen war er ebenfalls sehr beliebt. Das Gedicht Am Jawir See der 68-jährigen Konventualin Louise von Winterfeld von 1925 vertonte er und spielte es den Damen auf dem Klavier vor. Zu seinem Ruhestand komponierte Stehlmann 1919 noch ein Lied ohne Worte  Mein Abschied von Dobbertin und Wehmütige Freud, wieder im alten lieben Dobbertin daheim.

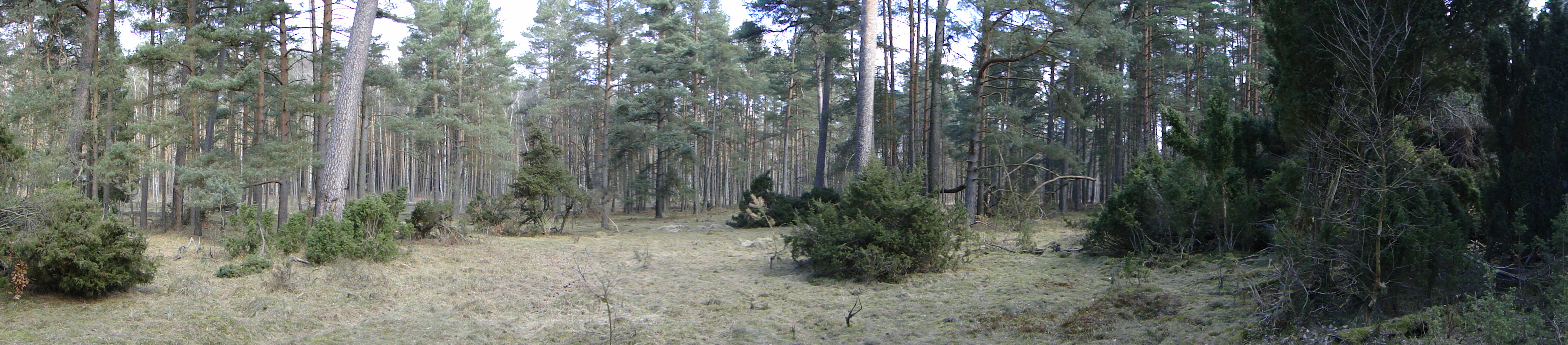
Panoramaansicht in der Schwinzer Heide (2011)

### Werke
Heft 1 (mit Deckelaufschrift POESIE, im Anhang eingeklebt 7 Lieder mit Texten und Noten)
- Mein Abschied von Dobbertin. Lied ohne Worte 1919.
- Gruß. nach einem Gedicht von Paul Wilhelm
- Wehmütige Freude, wieder im alten lieben Dobbertin daheim. Lied ohne Worte 1923, 24. Juni 1926.
- Morgen müssen wir verreisen. Dichtung von A. Hoffmann von Fallersleben.
- Unter deinen Augen, o Jesus. Dichtung von Gustav Schüler.
- Gruß an die Müritz. Volkslied, Dichtung von Ernst Hamann mit folgender Pressenotiz 19. Feb. 1930 Ludorf bei Röbel Wie alljährlich veranstaltet der Ludorfer Männerchor einen Familienabend, zu welchem die Gutsherrschaft das Wirtschaftsgebäude zur Verfügung gestellt hat. Verdienst des Kantors Wittmies, Proben volkstümlicher Lieder und plattdeutscher Aufführung, die Jugend des Dorfes zusammen verschiedene Volkslieder zum Vortrag. Das heimatliche Müritzlied wurde gemeinsam gesungen.
- Am Jawirsee. 14. Oktober 1924 gedichtet von Louise von Winterfeld, Dobbertin 22. Februar 1925 Bernhard Stehlmann. Bemerkung: Unter Jawirsee ist der beim Kloster Dobbertin liegende See zu verstehen. Auf alten Karten wird er als Jawirsee bezeichnet. Frl. von Winterfeld, hiesige Conventualin hatte in dem Gedicht alter Jawirsee geschrieben, weshalb ich (Stehlmann) es auch tat. Gewöhnlich wird die Seehälfte bei Dobbertin der Dobbertiner See genannt.

Heft 2 (auf der letzten Seite ein Foto von ihm in seinem Zimmer)
Leitspruch In der Arbeit vergißt man die Sorgen um das eigene Leben.
- Mudderglück. plattdeutsches Gedicht von Felix Stillfried, B. Stehlmann Dobbertin 16. Dezember 1927, identisch mit Nr. 1773 A.
- Volkslied. für Klavier von B. Stehlmann (De Dichter is mi nich bekannt) 11. Dezember 1910.
- Put-Hänneken. nach einer alten Dichtung, der Dichter ist mir (Stehlmann) nicht bekannt. Für Klavier mit unterlegten Text von B. Stehlmann. Für Herrn Prof. Dr. Ernst Hamann in Freundschaft  abgeschrieben von B. Stehlmann im Kloster Dobbertin 21. Juli 1931.
- Das Alt-Gaarz Lied. Heinrich Hamann, Bernhard Stehlmann für eine Singstimme mit Klavier als Druck in Postkartengröße.
- Gruß an die Müritz. Dichtung von Ernst Hamann für gemischten Chor von B. Stehlmann, Dobbertin (Mecklenburg) 20. Mai 1926.
- Ein Weihnachtsliedchen ohne Worte. für Klavier von B. Stehlmann, Dobbertin 1928 Fräulein Lieschen von Bülow freundschaftlich gewidmet.

### Ehrungen
- 1915 Verdienstkreuz in Silber der Großherzöge Mecklenburg-Schwerin und Mecklenburg-Strelitz.

### Ungedruckte Quellen
Landesbibliothek Schwerin (LAKD)
- Bernd Stehlmann: Naturkundliche Feststellungen für Dobbertin und Umgebung. Dobbertin 1934, Heft 1, 102 S. und Noten.
- Bernd Stehlmann: Naturkundliche Feststellungen für Dobbertin und Umgebung. Dobbertin 1934, Heft 2, 96 S.

Landeshauptarchiv Schwerin (LHAS)
- LHAS 3.2-3/1 Landeskloster/Klosteramt Dobbertin.
- LHAS 5.11-2 Landtagsverhandlungen, Landtagsversammlungen, Landtagsprotokolle und Landtagsausschuß.